# Sfântu Gheorghe (Ialomița)
Sfântu Gheorghe es una comuna ubicada en el distrito de Ialomița, Rumania.

## Superficie
Cuenta con una superficie de 71,63 kilómetros cuadrados.

## Demografía
Hasta 2021 la población era de 1841 habitantes, con una densidad de población de 25,70 habitantes por kilómetro cuadrado.